# Bahnhof Bad Endorf (Oberbay)
Bahnhof Bad Endorf (Oberbay) vasútállomás Németországban, Bajorországban, Bad Endorf településen.

## Vasútvonalak
Az állomást az alábbi vasútvonalak érintik:
- Rosenheim–Salzburg-vasútvonal
- Bad Endorf–Obing-vasútvonal

## Kapcsolódó állomások
A vasútállomáshoz az alábbi állomások vannak a legközelebb:
- Rosenheim vasútállomás
- Bahnhof Prien am Chiemsee

## Járatok
| Járat    | Útvonal | Gyakoriság             |
| -------- | --- | ---------------------- |
| IC 26    | Königssee: Hamburg-Altona – Hamburg – Hannover – Göttingen – Kassel-Wilhelmshöhe – Würzburg – Augsburg – München Ost – Bad Endorf – Freilassing – Berchtesgaden | egy vonatpár           |
| IC 60    | Karlsruhe – Stuttgart – Ulm – Augsburg – München – Bad Endorf – Salzburg                                                                                        | egy vonatpár           |
| EC/IC 62 | Frankfurt – Heidelberg – Stuttgart – Ulm – Augsburg – München – Bad Endorf – Salzburg (– Linz)                                                                  | egy vonatpár           |
| M        | München – Rosenheim – Bad Endorf – Traunstein – Freilassing – Salzburg                                                                                          | óránként               |
| M        | München – Rosenheim – Bad Endorf – Traunstein | négy vonatpár          |
| P        | Bad Endorf – Halfing – Amerang – Obing | egyes vonatok hétvégén |